# Canda
Canda település Olaszországban, Veneto régióban, Rovigo megyében. Lakosainak száma 830 fő (2023. január 1.). Canda Badia Polesine, Bagnolo di Po, Castelguglielmo, Lendinara és Trecenta községekkel határos.

## Népesség
A település lakossága az elmúlt években az alábbi módon változott:
| Lakosok száma | 923  | 895  | 830  |
|               | 2017 | 2018 | 2023 |